# Seznam mluvčích Charty 77
Seznam mluvčích Charty 77 řazený abecedně a chronologicky.

## Abecedně
Do listopadu 1989 zastávalo roli mluvčích Charty celkem 35 osob (z toho 10 žen), počátkem 90. let dalších 9 (z toho 6 žen), značeni hvězdičkou. Níže je abecední seznam všech 44.
1. Rudolf Battěk
2. Václav Benda
3. Stanislav Devátý
4. Jiří Dienstbier
5. Jiří Hájek
6. Miloš Hájek
7. Václav Havel
8. Ladislav Hejdánek
9. Tomáš Hradílek
10. Alena Hromádková*
11. Marie Hromádková
12. Bohumír Janát
13. Eva Joachimová*
14. Eva Kantůrková
15. Helena Klímová*
16. Jan Kozlík
17. Marie Rút Křížková
18. Marta Kubišová
19. Miroslav Lehký*
20. Ladislav Lis
21. Jan Litomiský
22. Václav Malý
23. Anna Marvanová
24. Dana Němcová
25. Martin Palouš
26. Radim Palouš
27. Jan Patočka
28. Bedřich Placák
29. Hana Ponická*
30. Květoslava Princová*
31. Miloš Rejchrt
32. Věra Roubalová*
33. Jan Ruml*
34. Jiří Ruml
35. Jana Sternová*
36. Jaroslav Šabata*
37. Anna Šabatová*
38. Libuše Šilhánová*
39. Jan Štern
40. Petruška Šustrová*
41. Zdena Tominová*
42. Miroslav Tyl
43. Josef Vohryzek
44. Alexandr Vondra

## Chronologicky
Mluvčí nebyli číslováni jako místopředsedové spolku, formálně byli zcela rovnoprávní a podepisovali se společně. Prohlášení Charty 77 jmenovalo první mluvčí v pořadí Patočka – Havel – Hájek, pod 2. dokumentem Charty se podepsali podle počtu titulů „prof. dr. Jan Patočka, DrSc., dr.h.c., prof. dr. Jiří Hájek, DrSc., Václav Havel“. Tabulka toto pořadí uváděné v dokumentech a sděleních Charty, jež bylo většinou konzistentní a řídilo se i „služebním stářím“ mluvčích, často nedodržuje v rámci snahy o přehlednost a zřetelnost kontinuity. Persekuce StB si vynutila řadu nepředvídaných, náhlých a komplikovaných změn, respektive působení v neúplném složení. Když v 80. letech polevila, ustálila se praxe, že se celá trojice mluvčích střídala po roce a byla oznamována na jeho začátku; pak byli většinou řazeni abecedně.
1. února 1980 byla oznámena existence „kolektivu mluvčích“ Charty 77, kam vedle všech dosavadních „vzniká […] nutnost […] přizvat několik dalších signatářů, kteří přislíbili svoji spolupráci. Děje se tak v souladu s původní myšlenkou, že každý signatář Charty 77 je jejím potenciálním mluvčím.“ V kolektivu byli nově Jiří Bednář, Zina Freundová, dr. Vendelín Komeda, dr. Ladislav Lis (ten se stal mluvčím za dva roky) a Jan Ruml.
Vysvětlivky:
† Poslední dokumenty Charty spolupodepsané Patočkou jsou č. 7 (vlastnoručně) a 8, vydané s daty 8., resp. 9. března 1977. Tehdy byl Patočka již hospitalizován po výslechu StB 3. března; zemřel 13. března.
* Poslední, resp. jediný dokument Charty podepsaný celou trojicí mluvčích je č. 2 z 8. ledna. Havel byl již 14. ledna 1977 zatčen a propuštěn až 20. května po dopisu prokurátorovi, že se zdrží trestné činnosti, který pokládal za nekompromitující; ve výslechu také naznačil, že se na svobodě hodlá vzdát funkce mluvčího, nebo snad dokonce 22. dubna takové vzdání sepsal. V den jeho propuštění o tom ČTK vydala zprávu (v novinách vyšla 21. května) končící „V jiné souvislosti obviněný Václav Havel prohlásil, že nadále nechce svými činy umožňovat […] protisocialistické akce doma i v zahraničí, a proto »se vzdal úlohy mluvčího charty 77« a nezúčastní se akcí, které by mohly být zneužity ke kampani proti ČSSR.“ Když se dozvěděl jak o tom, tak o skutečné situaci ve společnosti a v Chartě, napsal 21. května Prohlášení Václava Havla k souvislostem rezignace na funkci mluvčího Charty 77 zdůrazňující, že ve vazbě „výslovně zdůraznil, že se nezříkám a nikdy nezřeknu svého podpisu Charty 77, respektive morálního závazku […] Na této skutečnosti nic nemění fakt, že jsem se za daných okolností vzdal funkce mluvčího Charty 77.“ Hájek pak 26. května vydal Sdělení, že Havel „sdělil po svém propuštění z vyšetřovací vazby dostupnému počtu signatářů Charty 77, že složil do jejich rukou funkci mluvčího […] především proto, že by ji za dané situace, kdy je proti němu vedeno dvojí trestní stíhání, nemohl prakticky vykonávat“. Do září tak zůstal jediným mluvčím Hájek.
# Šabata byl 1. října 1978 zatčen a vězněn až do 12. prosince 1980; mluvčí Charty na svobodě zdůrazňovali, že jeho funkce trvá. Při dalších změnách mluvčích bylo ve Sděleních uvedeno mj. „Po dobu nezákonného věznění třetího mluvčího dr. Jaroslava Šabaty budou mluvčí všechny dokumenty Charty konzultovat s těmi signatáři, které Jaroslav Šabata k tomu pověřil.“ (to byli Jiří Dienstbier a Rudolf Slánský) a při nástupu nové trojice v únoru 1979 „Protože mluvčí Charty 77 dr. Jaroslav Šabata je ve vězení a nemůže zatím svou funkci vykonávat, byl vzhledem k potřebě tří fungujících mluvčích jejich počet rozšířen.“ Po jarním zatčení dalších mluvčích v rámci procesu s VONS se vedle podpisů mluvčích někdy uváděly formulace jako „Mluvčí Charty 77 Rudolf Battěk, Václav Benda, Jiří Dienstbier a Jaroslav Šabata jsou toho času vězněni.“ Některé další dokumenty vedle dvojice mluvčích Malého a Placáka podepisovali jako „člen kolektivu“, resp. „za kolektiv“ mluvčích buď Ladislav Lis nebo Vendelín Komeda. Šabatův návrat nebyl zvlášť oznámen, poprvé se podepsal s ostatními mluvčími 10. února 1981.
V Benda a Dienstbier byli zatčeni 29. května 1979 v rámci zátahu proti VONS; týden nato vyšlo sdělení, že „přejímají jejich úkoly prozatímně bývalí mluvčí Jiří Hájek a Ladislav Hejdánek. Zásadní postavení mluvčích Charty 77 dr. Václava Bendy a Jiřího Dienstbiera, stejně jako dr. Jaroslava Šabaty, tím zůstává nedotčeno.“ 
฿ Battěk byl zatčen 14. června 1980 a vězněn do října 1985.
₤ Lis byl zatčen 5. ledna 1983 (a vězněn do března 1984), což narušilo plánované předání práce nové trojici mluvčích. Za Lise bezprostředně nastoupil Kozlík, Palouše po měsíci vystřídala Křížková, Marvanová však zůstala mluvčí celý další rok.
¥ Němcová a Vondra v návaznosti na Palachův týden byli od 16. do 25., resp. 26. ledna 1989 ve vazbě a dokumenty podepisoval jen Hradílek. Vondra poté od 18. září do 10. listopadu nastoupil trest odnětí svobody a „po dohodě s [ostatními] předal na tuto dobu veškerou odpovědnost mluvčího Charty 77 Václavu Havlovi“; ten tak spolupodepisoval dokumenty ve trojici mluvčích s douškou, že Vondra „je t. č. ve vězení“.